# Педазо
Педазо (італ. Pedaso) — муніципалітет в Італії, у регіоні Марке, провінція Фермо.
Педазо розташоване на відстані близько 175 км на північний схід від Рима, 65 км на південний схід від Анкони, 12 км на південний схід від Фермо.
Населення — 2823 особи (2014).

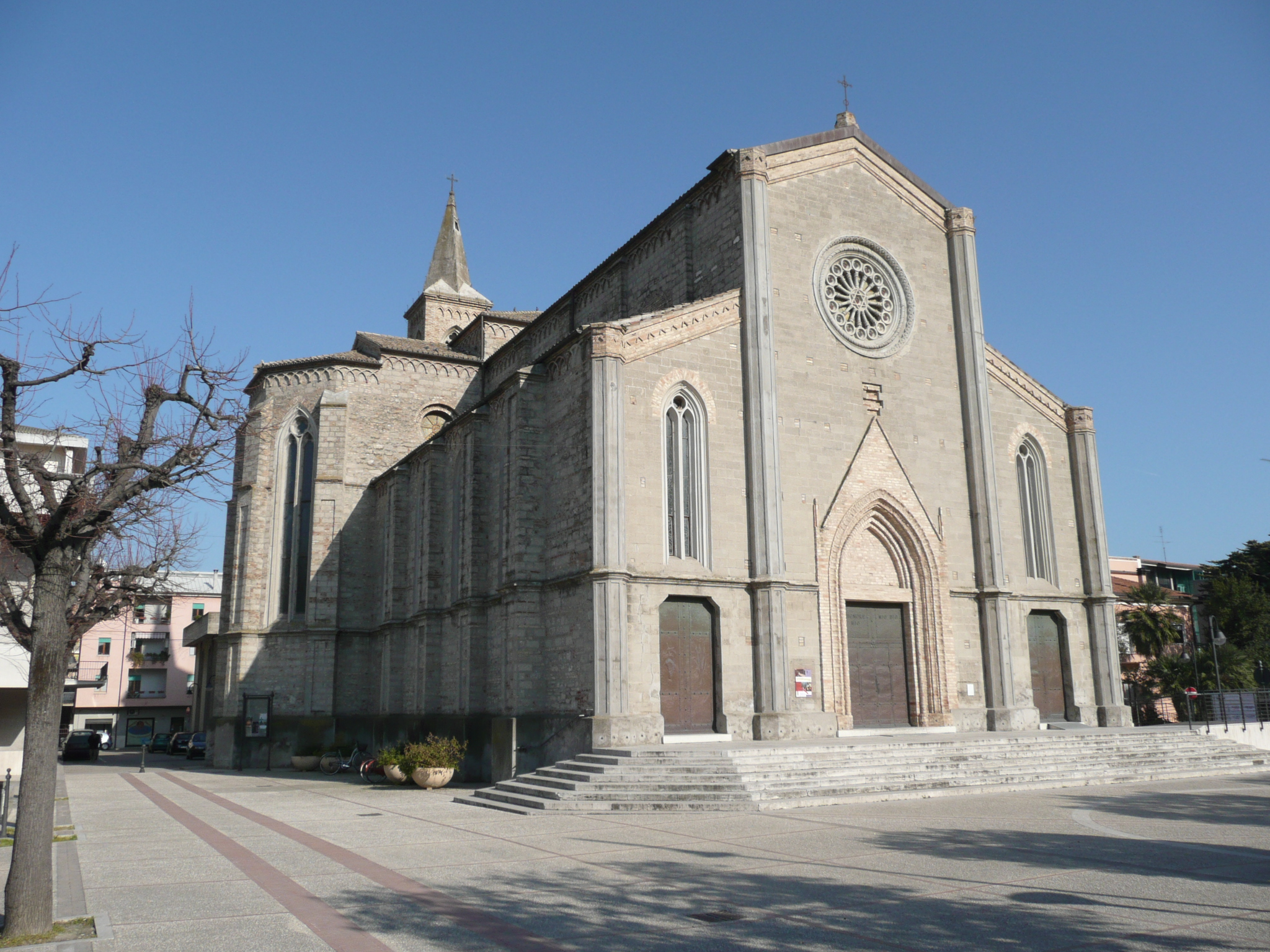

Щорічний фестиваль відбувається 29 червня. Покровитель — святий Петро.

## Демографія
Населення за роками:

Станом на 1 січня 2023 року в муніципалітеті офіційно проживало 365 іноземців з 32 країн, серед них 96 громадян країн Євросоюзу та 20 громадян України.

## Сусідні муніципалітети
- Альтідона
- Кампофілоне